# Michele Gazzoli
Michele Gazzoli (Brescia, 4 maart 1999) is een Italiaans baan- en wegwielrenner.

## Carrière
Als eerstejaars junior werd Gazzoli in 2016 negende in de juniorenversie van Gent-Wevelgem. Eind juli werd hij, achter Timo de Jong en Davide Ferrari, derde in de Ronde van Vlaanderen voor junioren. In de Ronde van Basilicata behaalde hij zijn eerste zege, toen hij in de tweede etappe Luca Mozzato en Dinmuxamed Ulısbajev voorbleef in de sprint. In zijn tweede jaar als junior werd hij wederom negende in Gent-Wevelgem en was enkel Maikel Zijlaard beter in de Ronde van Vlaanderen. In juli van dat jaar won hij de openingsetappe in de Grote Prijs Général Patton. In de tweede en laatste etappe werd hij tweede, waardoor hij de eindzege veiligstelde en zo Andreas Kron opvolgde op de erelijst. Tijdens de Europese kampioenschappen baanwielrennen voor junioren was Gazzoli de beste in de afvalkoers en werd hij derde in de scratch. Een maand later nam hij deel aan de wegwedstrijd op het Europese kampioenschap, waar hij Søren Wærenskjold en Niklas Märkl voorbleef in de massasprint en zo de titel opeiste. Op het wereldkampioenschap werd hij derde, achter Julius Johansen en Luca Rastelli. Door zijn resultaten was hij de beste Italiaanse junior van het jaar.
In 2018 maakte Gazzoli de overstap naar Polartec Kometa. In de laatste etappe van de Ronde van Valencia sprintte hij naar de elfde plaats. Later dat jaar nam hij onder meer deel aan de Ronde van Normandië en de Ronde van Vlaanderen voor beloften.
In 2024 maakte Gazzoli zijn debuut in de Ronde van Frankrijk, maar stapte hij halverwege de eerste etappe in Italië af wegens de hitte.

## Doping
Op 17 februari 2022 testte Gazzoli positief. De Italiaan in dienst van Astana Qazaqstan zou een neusspray, rhinofluimucil, gebruikt hebben om neusslijmvlies te bestrijden. De UCI besloot dat deze zaak werd geclassificeerd als een onopzettelijke overtreding van de antidopingregel, en daarom werd de straf beperkt tot een jaar en diskwalificatie van de resultaten van slechts de betreffende wedstrijd. Astana Qazaqstan ontsloeg Gazzoli. Na afloop van zijn schorsing gaf Astana Qazaqstan Gazzoli een herkansing.

## Baanwielrennen

### Palmares
| Jaar     | IK       | EK                   | WK       | Overig   |
| Junioren | Junioren | Junioren             | Junioren | Junioren |
| -------- | -------- | -------------------- | -------- | -------- |
| 2017     |          | Afvalkoers · Scratch |          |          |

## Wegwielrennen

### Overwinningen
2016
2e etappe Ronde van Basilicata
2017
1e etappe GP Général Patton
Eind- en puntenklassement Grote Prijs Général Patton
 Europees kampioen op de weg, Junioren
2020
- GP Ezio del Rosso

2021
Gran Premio della Liberazione
2023
2e etappe Arctic Race of Norway
1e (deel B) en 5e etappe Ronde van Bulgarije

#### Resultaten in voornaamste wedstrijden
| Jaar | Ronde van Italië | Ronde van Frankrijk | Ronde van Spanje |
| ---- | ---------------- | ------------------- | ---------------- |
| 2022 |                  |                     |                  |
| 2023 |                  |                     |                  |
| 2024 |                  | opgave              |                  |
| 2025 |                  |                     |                  |

| Jaar | Milaan-San Remo | Gent-Wevelgem | Ronde van Vlaanderen | Parijs-Roubaix | Parijs-Tours |
| ---- | --------------- | ------------- | -------------------- | -------------- | ------------ |
| 2022 |                 | opgave        | opgave               |                |              |
| 2023 |                 |               |                      |                |              |
| 2024 | 83e             | 78e           |                      |                | 95e          |
| 2025 |                 | opgave        | 72e                  | opgave         |              |

## Ploegen
- 2018 –  Polartec Kometa
- 2019 –  Kometa Cycling Team
- 2020 –  Team Colpack Ballan
- 2021 –  Team Colpack Ballan
- 2022 –  Astana Qazaqstan (tot 10/8)
- 2023 –  Astana Qazaqstan Development Team (vanaf 12/8)
- 2024 –  Astana Qazaqstan
- 2025 –  XDS Astana Team

Ballesteros · Camacho · Cantón · Gamper · Gazzoli · Habtom · Inkelaar · Moschetti · Peña · Ries · Sevilla
Basso · Battistella · Boaro · Broesenski · Conti · de Bod · de la Cruz · Dombrowski · Fjodorov · Felline · Gazzoli (tot 10/8) · Gïdïç · Groezdev · Henao (tot 31/07) · López · Loetsenko · Martinelli · Moscon · Natarov · A. Nibali · V. Nibali · Nurlykhassym · Pronskïÿ · Raboesjenka · Romo · Scaroni (vanaf 28/07) · Tejada · Velasco · Zacharov · Zejts · Chzhan (stagiair) · Syritsa (stagiair)
Ballerini · Battistella · Bettiol (vanf 15/8) · Bol · Brusenskii · Cavendish · Charmig · Fjodorov · Fortunato · Garofoli · Gazzoli · Giditş · Groezdev · Kanter · Koezmin · López · Loetsenko · Maroechin · Mulubrhan · Mørkøv · Pronskii · Scaroni · Schelling · Selig · Syritsa · Tejada · Tsjzjan · Umba · Velasco · Vinokoerov · Goyo (stagiair) · Smirnov (stagiair) · Trezise (stagiair)